# ماثيو ماكفادين
ماثيو ماكفادين (بالإنجليزية: David Matthew Macfadyen)‏ ممثل إنجليزي من مواليد 17 أكتوبر 1974.
يعتبر الممثل البريطاني ماثيو ماكفيدنمن أشهر ممثلي بريطانيا، إذ اختاره المخرج البريطاني جو رايت لتأدية دور السيد دارسي في رواية جاين اوستن الكاتبة الشهيرة، تحمل اسم pride and prejudice وقد ادي ماكفيدن الدور ببراعة والفيلم من إنتاج شركة universal عام 2005.

## وصلات خارجية
- ماثيو ماكفادين على موقع IMDb (الإنجليزية)
- ماثيو ماكفادين على موقع روتن توميتوز (الإنجليزية)
- ماثيو ماكفادين على موقع قاعدة بيانات الأفلام العربية
- ماثيو ماكفادين على موقع قاعدة بيانات الأفلام العربية
- ماثيو ماكفادين على موقع ألو سيني (الفرنسية)
- ماثيو ماكفادين على موقع ميوزك برينز (الإنجليزية)
- ماثيو ماكفادين على موقع أول موفي (الإنجليزية)
- ماثيو ماكفادين على موقع قاعدة بيانات الأفلام السويدية (السويدية)
- ماثيو ماكفادين على موقع إن إن دي بي (الإنجليزية)
- ماثيو ماكفادين على موقع قاعدة بيانات الفيلم (الإنجليزية)